# 西炒飯
西炒飯是香港的一種炒飯，以「西式」為名，卻非源於歐美地區，而是源於香港的茶餐廳，這款炒飯在大牌檔和港式快餐店在午飯和晚飯時間亦有提供，飯粒通常呈橙紅色，是一種帶有甜酸口味的炒飯。

## 製作
西炒飯不同於其他地區的番茄汁炒飯，其特色是如同揚州炒飯將各種配料和米飯一起炒。至於用料上沒有既定標準，但必須要有番茄醬或番茄膏，使米飯呈現橙紅色。由於番茄乃源於西方的食材，故港英時期的香港人給予此稱呼。除了白飯和雞蛋之外，配料通常包括香腸粒及火腿粒，以及切粒的番茄、洋蔥及蘑菇等，也可加入粟米、紅蘿蔔及青豆粒，並使用喼汁調味。西炒飯的配料通常包括肉類，但較少用新鮮肉食，而是使用切片或切成粒狀的雞肉腸、火腿或午餐肉，不過也有一些會加入雞肉或急凍蝦仁。如果只使用火腿粒或腸仔片作為肉類食材，西炒飯的製作成本一般都會較其他種類的炒飯或碟頭飯低廉，所以是香港大專院校常見的其中一款頹飯。另外，西炒飯在香港部分茶餐廳又名「衰人炒飯」，因為西人與衰人近音而得名。

## 外部連接
维基共享资源上的相關多媒體資源：西炒飯